# دیوید باسی
دیوید باسی (انگلیسی: Davide Bassi؛ زادهٔ ۱۲ آوریل ۱۹۸۵) بازیکن فوتبال اهل ایتالیا است.
از باشگاه‌هایی که در آن بازی کرده‌است می‌توان به باشگاه فوتبال اسپتزیا، باشگاه فوتبال تورینو، باشگاه فوتبال پارما، باشگاه فوتبال آتالانتا، باشگاه فوتبال ساسولو، باشگاه فوتبال جنوآ، و باشگاه فوتبال امپولی اشاره کرد.
وی همچنین در تیم ملی فوتبال زیر ۲۱ سال ایتالیا بازی کرده‌است.